# Álvaro Valls
Álvaro Luiz Montenegro Valls (Porto Alegre, 1947) é um filósofo, tradutor e professor universitário brasileiro.

## Biografia
Professor aposentado da Universidade Federal do Rio Grande do Sul (2001) e professor titular da Universidade do Vale do Rio dos Sinos, destaca-se pelo estudo de Kierkegaard, Nietzsche e filosofia alemã, tratando de temas da ética e bioética.
Doutorou-se em filosofia pela Universidade de Heidelberg (1981) com tese sobre o conceito de história no pensamento de Kierkegaard. Presidente da Associação Nacional de Pós-Graduação em Filosofia entre 2006 e 2008, é Bolsista de Produtividade em Pesquisa do Conselho Nacional de Desenvolvimento Científico e Tecnológico - Nível 1B e orientou, em 2018, a melhor dissertação em filosofia do Brasil.